# 衣を纏う者 (クルアーン)
『衣を纏う者』とは、クルアーンにおける第73番目の章（スーラ）。20の節（アーヤ）から成る。マッカ啓示に分類される。

## 内容
冒頭の「衣を頭から纏う者（ムハンマド）よ」に因んでこの題名が付けられている。
礼拝について述べられる。